# 연옥 (광물)
연옥(軟玉, Nephrite)은 칼슘과 마그네슘이 풍부한 각섬석, 녹섬석이다. 화학식은 Ca2(Mg, Fe)5Si8O22(OH)2이다. 휘석의 일종인 경옥과 함께 비취[玉]라고 불리는 두 보석광물 중 하나이다. 연옥 비취는 주로 회색과 녹색이 많고, 더 흔하다. 경옥 비취는 검은색, 붉은색, 보라색 등도 있을 수 있으며 더 희귀하다.